# Georg Braun (Rennfahrer)
Georg Braun (* 2. September 1918 in Hechingen; † 4. April 1995 ebenda) war ein deutscher Motorradrennfahrer.

## Leben
Braun begann erst nach dem Zweiten Weltkrieg ernsthaft damit, Motorradrennen zu bestreiten. In der Motorrad-Weltmeisterschaft 1953 erzielte er Platz 17 in der 125-cm³-Klasse der Motorrad-Weltmeisterschaft auf F.B Mondial. In der Saison 1954 erreichte er Platz sechs in der 250er-Klasse auf NSU. Beim Grand Prix der Schweiz in Bremgarten wurde er in diesem Jahr in einem verregneten Rennen Zweiter hinter Rupert Hollaus.
Nach einem schweren Unfall 1955 bei der Tourist Trophy auf der Isle of Man kehrte Braun nochmals zurück, beendete seine Karriere jedoch kurze Zeit später und betrieb danach lange Jahre eine Motorradwerkstatt in seiner Heimatstadt Hechingen.

## Statistik in der Motorrad-Weltmeisterschaft
| Saison | Klasse  | Motorrad    | Rennen | Siege | Podien | Punkte | Ergebnis |
| ------ | ------- | ----------- | ------ | ----- | ------ | ------ | -------- |
| 1953   | 125 cm³ | F.B Mondial | 1      | –     | –      | 1      | 17.      |
| 1954   | 250 cm³ | NSU         | 1      | –     | 1      | 6      | 6.       |
| 1954   | 350 cm³ | Horex / NSU | 2      | –     | –      | 4      | 17.      |
| Gesamt | Gesamt  | Gesamt      | 4      | –     | 1      | 11     |          |